# Chawanmushi

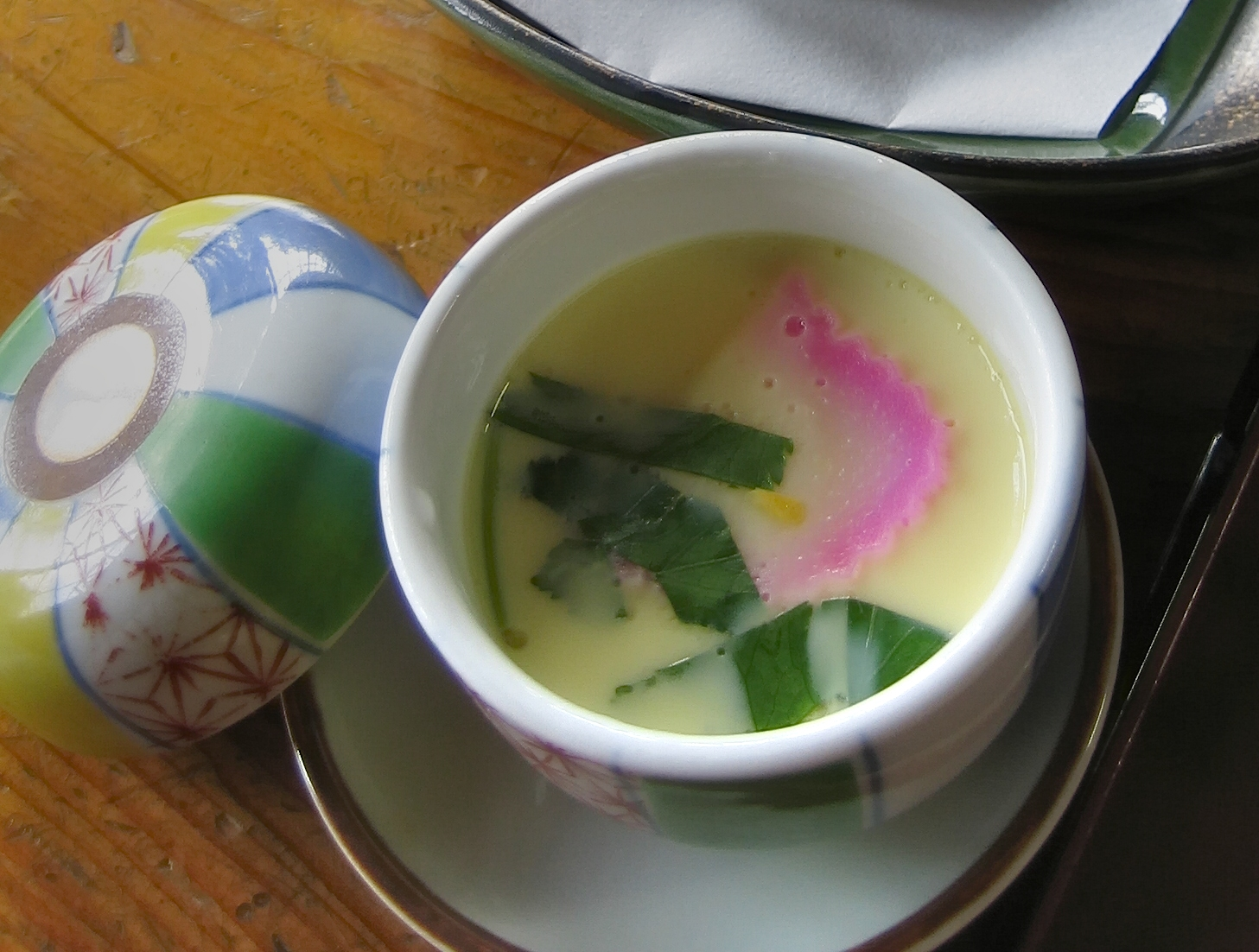
Chawanmushi

Chawanmushi (jap. 茶碗蒸し, dt. „Teeschalengedämpftes“) ist eine japanische Variante von Eierstich, die in der Regel als Vorspeise gegessen wird.
Die Grundlage für dieses gedämpfte Eigericht bildet eine mit Sojasauce, Dashi (Brühe), Fischflocken und Mirin (süßer Reiswein) gewürzte Eimischung, die gequirlt wird. In der Regel werden Hühnereier verwendet. Vor dem Dämpfen in einem Becher oder einer Schale werden der Eimischung noch Hühnerbruststückchen, Garnelen oder Shrimps sowie Pilze und Petersilie hinzugefügt.
Der fertige Eierstich wird in Japan in der Regel mit Löffeln gegessen. Das Gericht kann warm oder kalt verzehrt werden. Als kalte Speise wird sie auch Tamago Tofu genannt. Werden Udon-Nudeln hinzugefügt, so nennt man das Gericht Odamaki mushi oder Odamaki udon.